# Bornos
Bornos è un comune spagnolo di 8 239 abitanti situato nella comunità autonoma dell'Andalusia.

## Geografia fisica
Il comune è attraversato dal fiume Guadalete.